# Novellara
Novellara (Nualera ou Nuvalêra en dialecte reggiano)  est une commune italienne de la province de Reggio d'Émilie dans la région Émilie-Romagne en Italie.

## Géographie
Novellara s’élève à 24 mètres (18 à 29 m) dans la plaine du Pô, à 19 km au nord de Reggio nell'Emilia et fait confins avec les communes de Guastalla et Reggiolo au nord, avec Campagnola Emilia et Correggio à l’est, avec Bagnolo in Piano au sud et avec Cadelbosco di Sopra à l’ouest.

Novellara se trouve au croisement de plusieurs routes :
- la SP3 qui, à 16 km au sud, descend à Reggio, au raccordement à l’autoroute A1 Milan-Bologne et au périphérique de la via Emilia autour de la cité,
- la SP5 qui monte au nord sur Mantoue (46 km) ,
- la SP42 qui de l’ouest arrive de Guastalla,
- la SP30 qui relie Carpi (MO) à 19 km à l’est.

Novellara et les localités de San Bernardino, San Giovanni et Vezzola sont desservies par la ligne de chemin de fer Reggio Emilia-Guastalla.

Grandes villes voisines :
- Bologne 63 km
- Modène 34 km
- Milan 139 km
- Padoue 110 km

## Géologie
Le territoire de Vovellara se trouve au centre des anciennes valle Padusa, immense zone marécageuse entre le Pô, ses affluents Crostolo, Secchia et leurs torrents propres ; le tout drainé par de nombreux canaux artificiels qui se déversent dans une zone d’expansion en communication avec le canal appelé cavo Fiuma (bonification Parmigiana Moglia).

La particularité de ce territoire de la Plaine du Pô est qu’il est traversé par une faille géologique. le 15 octobre 1996 un séisme de magnitude 4,8 toucha Novellara (épicentre entre Novellara, Bagnolo in Piano et Correggio).

## Histoire

Emblème des Gonzaga de Novellara 1650-1678

### Antiquité et Moyen Âge
La cité de Novellara, bien que petit bourg rural de la basse plaine, hérite d’une longue et singulière histoire. Les historiens latins accréditent majoritairement les origines du territoire aux Celtes ou gaulois qui envahirent et occupèrent l’Italie septentrionale au VI ou V av.J.-C.

Les traces de centuration réalisée pour la bonification des terres témoigne de la présence des Romains  et de la fusion sociale entre ceux-ci avec les peuplades déjà établies sur le territoire.

Avec la chute de l'Empire romain d'Occident et les invasions barbares qui suivirent, les chroniques relatives au territoire de Novellara du début du Moyen Âge sont assez évasives. Par contre, le Burgatium Nubilariae est cité dans divers documents médiévaux ; comme, les notices sur la construction du château de Novellara de la part de Gherardaccio Malapresa, seigneur lombard.

Après la mort de Mathilde de Canossa, le territoire novellarese, recouvert en grande partie de marais et autre zone humide, entra dans l’orbite de la commune libre de Reggio, qui fit ensuite construire la nouvelle route qui mène à la cité de Reggiolo, poste de garde aux confins avec Mantoue.

### LesGonzaga
L’histoire de Novellara changea radicalement quand le territoire fut acheté par les membres de la maison de Gonzague. Ceux-ci, désormais patrons incontestés de Mantoue, commencèrent à pénétrer en territoire reggiano occupant Reggiolo puis Novellara, et enfin en 1335, entrèrent dans Reggio décrétant la fin de l’expérience communale dans la cité.

En 1371, le fils de Louis Ier Gonzaga, Feltrino, vaincu par Barnabé Visconti et Niccolò d'Este, fut obligé de vendre Reggio et son territoire aux Milanais, mais conserva pour lui et sa famille les fiefs de Novellara et Bagnolo. La charge de construire la forteresse (rocca) sur le lieu de l’ancienne tour défensive, fut laissée à son fils Guy II Gonzaga. Le Comté de Novellara devint en pratique une cité-État maintenue indépendante de l’influence diplomatique et militaire de la famille Gonzaga.

Grâce à cette présence, le bourg bénéficiera de grands travaux d’infrastructure, de la construction d’églises, de portiques, de bonification des terres, du développement agricole et de la présence d’une petite cour qui attira à Novellara des musiciens, des artistes comme l’architecte et peintre Lelio Orsi.

La domination des Gonzaga, qui s’exerçait aussi sur Bagnolo in Piano, cessa en 1728, à la suite de la mort du dernier comte Filippo Alfonso, et le fief retourna à l’Empire. Le duc Renaud III de Modène (Rinaldo d'Este), contre une somme convenable, en obtint l’investiture en 1737 ; ainsi jusqu’en 1859, Novellara suivit le sort du duché de Modène. L'évènement appauvrit progressivement tout le territoire, après le relatif bien-être garanti par les comtes Gonzaga.

## Monuments et lieux d’intérêt
Novellara est officiellement cité d'art : 
- la piazza Maggiore,
- l’église de Santo Stefano,
- les portiques,
- la rocca des Gonzaga, château qui héberge les bureaux communaux et la salle du musée civique,
- le couvent des jésuites,
- le Gurdwârâ, temple Sikhs (le second en Europe par ses dimensions).

## Personnalités liées à Novellara
- Feltrino Gonzaga,
- Guido II Gonzaga, noble qui vécut et mourut à Novellara
- Lelio Orsi, peintre
- Vittorio Marchi, neuro-scientifique
- Augusto Daolio, chanteur, leader du groupe Nomadi
- Giulio Cesare Barozzi, mathématicien
- Francesca Folloni, chanteuse, actrice, danseuse
- Franco Tagliavini, ténor
- Gianluca Tagliavini, musicien,
- Adamo Iotti, pieintre

## Fêtes et évènements
- la Sagra de San Cassiano, fête du pays début mai,
- le Tributo ad Augusto, second week-end de février,
- la Miss Anguria, mi-juillet,
- le Nubilaria Celtic Festival, premier week-end de septembre,
- le Festival Uguali_Diversi, en septembre,
- le marché aux antiquaires chaque premier dimanche du mois.

## Économie
Jusqu’en fin des années 1940, cette zone marécageuse était utilisée pour la culture intensive du cannabis sativa destiné à la fabrication de fibres employés dans le textile et la corderie principalement.

La commune garde sa vocation agricole (céréales et vigne) et développe un secteur artisanal et de sous-traitance dans les zones nord et sud de la cité (mécanique métallurgique, mécanique de précision, etc.).  

## Administration
| Période                                  | Période  | Identité   | Étiquette     | Qualité |
| ---------------------------------------- | -------- | ---------- | ------------- | ------- |
| 08/06/2009                               | En cours | Raul Daoli | Centre gauche |         |
| Les données manquantes sont à compléter. |          |            |               |         |

### Hameaux
Bettolino, Carrobbio, Colombaia, La Bernolda, Minghella, Mulino di Sotto, San Bernardino, Santa Maria-San Giovanni

### Communes limitrophes
Bagnolo in Piano (10 km), Cadelbosco di Sopra (14 km), Campagnola Emilia (2 km), Correggio (9 km), Guastalla (9 km), Reggiolo (11 km)

## Population

### Évolution de la population en janvier de chaque année
| 1861  | 1901  | 1921   | 1951   | 1961   | 1971   | 1981   | 1991   | 2001   |
| ----- | ----- | ------ | ------ | ------ | ------ | ------ | ------ | ------ |
| 6 642 | 7 886 | 10 156 | 11 152 | 10 410 | 10 448 | 11 349 | 11 235 | 11 912 |

| 2011   | - | - | - | - | - | - | - | - |
| ------ | - | - | - | - | - | - | - | - |
| 13 858 | - | - | - | - | - | - | - | - |

### Ethnies et minorités étrangères
Selon les données de l’Institut national de statistique (ISTAT) au 1er janvier 2011 la population étrangère résidente et déclarée était de 2273 personnes, soit 16,4 % de la population résidente.
Les nationalités majoritairement représentatives étaient :
| Pos. | Pays     | Population |
| ---- | -------- | ---------- |
| 1    | Chine    | 599        |
| 2    | Inde     | 506        |
| 3    | Pakistan | 402        |
| 4    | Maroc    | 247        |
| 5    | Turquie  | 98         |
| 6    | Roumanie | 69         |
| 7    | Albanie  | 68         |
| 8    | Moldavie | 60         |

## Jumelages
La commune de Novellara est jumelée avec :
- Nový Jičín (Tchéquie)
- Neve Shalom - Wahat as Salam (Israël)
- Sancti Spíritus (Cuba)
- Santa Gertrudes (Brésil)